# Mediolanum Aulercorum
|  | Per a altres significats, vegeu «Mediolanum». |

Mediolanum era la ciutat principal dels aulercs eburovices a la Gàl·lia, per la qual cosa els romans l'anomenaren Mediolanum Aulercorum. Claudi Ptolemeu l'anomena Mediolanium. La ciutat apareix a l'Itinerari d'Antoní i a la Taula de Peutinger. Al final de l'imperi romà se l'anomena Civitas Ebroicorum i a l'edat mitjana Ebroas, d'on prové el nom actual d'Évreux, una ciutat del departament francès d'Eure, a la Normandia. De l'antiga ciutat se'n conserva una necròpolis.
Ammià Marcel·lí diu que Mediolanum era una de les ciutats més importants de la Gàl·lia Lugdunense. Actualment existeix una ciutat romana a pocs kilòmetres al sud-oest d'Évreux en un lloc anomenat avui Le Vieil-Évreux on hi ha les restes d'un gran teatre, els fonaments d'un temple i d'uns banys. S'han trobat en aquest lloc gran quantitat de monedes i ceràmica, articles de luxe i medalles imperials, dipositades avui al museu local. Es dubta si l'antiga Mediolanum estava situada en aquest lloc o a Évreux, encara que els dos llocs eren ciutats gal·les i romanes.